# La Balade de Buster Keaton
 (mai 2011).
Si vous disposez d'ouvrages ou d'articles de référence ou si vous connaissez des sites web de qualité traitant du thème abordé ici, merci de compléter l'article en donnant les références utiles à sa vérifiabilité et en les liant à la section « Notes et références ».
La Balade de Buster Keaton (El paseo de Buster Keaton) est une courte pièce écrite en 1928 par Federico García Lorca.

## Résumé de la pièce
Dans un paysage onirique, Buster Keaton se promène à bicyclette, rencontrant des personnages aussi farfelus qu'étranges, tels qu'un Noir mangeant son chapeau, une Américaine aux yeux de celluloïd, une jeune fille à tête de rossignol...

## Mises en scène notables
En raison de son caractère onirique et presque cinématographique, la pièce a très rarement été représentée. On ne connait à ce jour que deux mises en scène de La balade de Buster Keaton :
- 1936 : de Serge Bédourède, Théâtre des Liquides
- 2005 : de Rafaël Estève, Théâtre de l'Harmonie municipale

{{Méta palette de navigation